# Georges-Edgar Boucher
Georges-Edgar Boucher, francoski general, * 1881, † 1975.